# Блай, Мэгги
Мэгги Блай (англ. Maggie Blye; 24 октября 1942[…] или 24 октября 1939, Хьюстон, Техас — 24 марта 2016[…], Уэст-Голливуд, Калифорния) — американская актриса кино и телевидения.

## Биография
Маргарет Джейн Блай родилась 24 октября 1942 (или 1939) года в городе Хьюстон (штат Техас, США). Её сестра, Джуди, стала малоизвестным кастинг-директором. Мэгги обучалась в Техасском университете, затем — в Калифорнийском университете, но ни тот, ни другой не окончила. Обучаясь во втором, девушка заинтересовалась театром, начала играть в небольших постановках, и на одном из представлений её заметил «охотник за талантами» киностудии 20th Century Studios.
В 1961 году Блай снялась в маленькой роли (без указания в титрах) в фильме «Лето и дым», но полноценную кинокарьеру начала с 1964 года, став сниматься в гостевых ролях, в 1-2 эпизодах, разных телесериалов. С 1967 года начала регулярно появляться на киноэкранах.
До конца 1970-х годов актриса играла в основном «романтические роли дочерей», а потом неожиданно начала играть «матерей», сама она так говорила об этом: «За два года я превратилась из дочерей в матерей».
Блай снималась почти полвека, но «звездой» так и не стала, нередко между её картинами были перерывы в 2-3 года, за свою карьеру она появилась в 54 фильмах и сериалах.
В 1968 году Блай вступила в организацию «Академия кинематографических искусств и наук» и принимала активное участие в работе её подразделения Комитет по отбору фильмов на иностранном языке почти всю свою жизнь.
Мэгги Блай скончалась 24 марта 2016 года в городе Западный Голливуд (штат Калифорния) от рака.

## Избранная фильмография

### Широкий экран
- 1961 — Лето и дым[англ.] / Summer and Smoke — Дасти (в титрах не указана)
- 1967 — Омбре: Отважный стрелок[англ.] / Hombre — Дорис
- 1967 — Водопой № 3[англ.] / Waterhole No. 3 — Билли Копперад
- 1969 — Ограбление по-итальянски / The Italian Job — Лорна
- 1972 — Маленький плут и няня[англ.] / Every Little Crook and Nanny — Стелла
- 1973 — Пепельная среда[англ.] / Ash Wednesday — Кейт Сойер
- 1975 — Тяжёлые времена / Hard Times — Гэйлин Шуновер
- 1977 — Широко шагая 3[англ.] / Walking Tall: Final Chapter — Луан
- 1980 — Маленькие прелестницы / Little Darlings — мисс Брайт
- 1981 — Лживая Луна[англ.] / Liar's Moon — Эллен «Бэбс» Дункан
- 1982 — Существо / The Entity — Синди Нэш
- 1985 — Шалопай / Mischief — Клэр Миллер
- 1997 — Пророк[англ.] / Glam — Джинн Фокс
- 2005 — Спёкшийся / The Gingerdead Man — Бетти Ли

### Телевидение
- 1964 — Хейзел[англ.] / Hazel — Хелен Бёркетт (в эпизоде Welcome Back, Kevin)
- 1964—1965 — Дымок из ствола / Gunsmoke — разные роли (в 2 эпизодах[англ.])
- 1965 — Перри Мейсон / Perry Mason — Бетти Кастер (в эпизоде The Case of the Lover's Gamble)
- 1965 — Маленький бродяга / The Littlest Hobo — Марго Бентон (в эпизоде White Elephants Art Work)
- 1965 — Вирджинец[англ.] / The Virginian — «Бархатная Роза» (в эпизоде The Laramie Road[англ.])
- 1966 — Бен Кейси / Ben Casey — Сьюзан Крейг (в 2 эпизодах[англ.])
- 1973 — Особенная продлёнка ABC[англ.] / ABC Afterschool Special — Джун Грант (мать) (в эпизоде My Dad Lives in a Downtown Hotel)
- 1974 — Мелвин Первис: Человек правительства[англ.] / Melvin Purvis: G-Man — «Кейт» Кэтрин Райан-Келли
- 1975 — Гарри О.[англ.] / Harry O — Элизабет Карсон (в эпизоде Mayday)
- 1976 — 40 000 футов[англ.] / Mayday at 40,000 Feet! — Сьюзан Маккензи
- 1979 — Досье детектива Рокфорда / The Rockford Files — Бонни Пруитт (в эпизоде The Deuce[англ.])
- 1981 — Супруги Харт / Hart to Hart — Бренда Данн (в эпизоде Homemade Murder[англ.])
- 1988 — Полуночная жара[англ.] / In the Heat of the Night — разные роли (в 4 эпизодах[англ.])
- 1990 — Охотник / Hunter — медсестра (в эпизоде Street Wise: Part 1[англ.])
- 1992 — Паркер Льюис не теряется[англ.] / Parker Lewis Can't Lose — мать Гарри (в эпизоде Love Is Hell[англ.])
- 1993 — Лоис и Кларк: Новые приключения Супермена / Lois & Clark: The New Adventures of Superman — миссис Плэтт (в эпизоде Pilot[англ.])